# Fascellina olivataria
Fascellina olivataria là một loài bướm đêm trong họ Geometridae.